# ナツノハナワラビ
ナツノハナワラビ Botrypus virginianus は、ハナヤスリ科に属する大葉シダ植物の1つ。長い共通柄（担葉体）の先に羽状複葉の栄養葉（担栄養体）と同じく羽状に枝を出す胞子葉（担胞子体）をセットにつける。胞子葉を初夏に出す、夏緑性の真嚢シダ類である。
1種でナツノハナワラビ属 Botrypus を構成する。

## 名称
和名は「夏の花蕨」の意で、夏緑性であることや、5–6月に胞子穂を出すことによる。

## 特徴

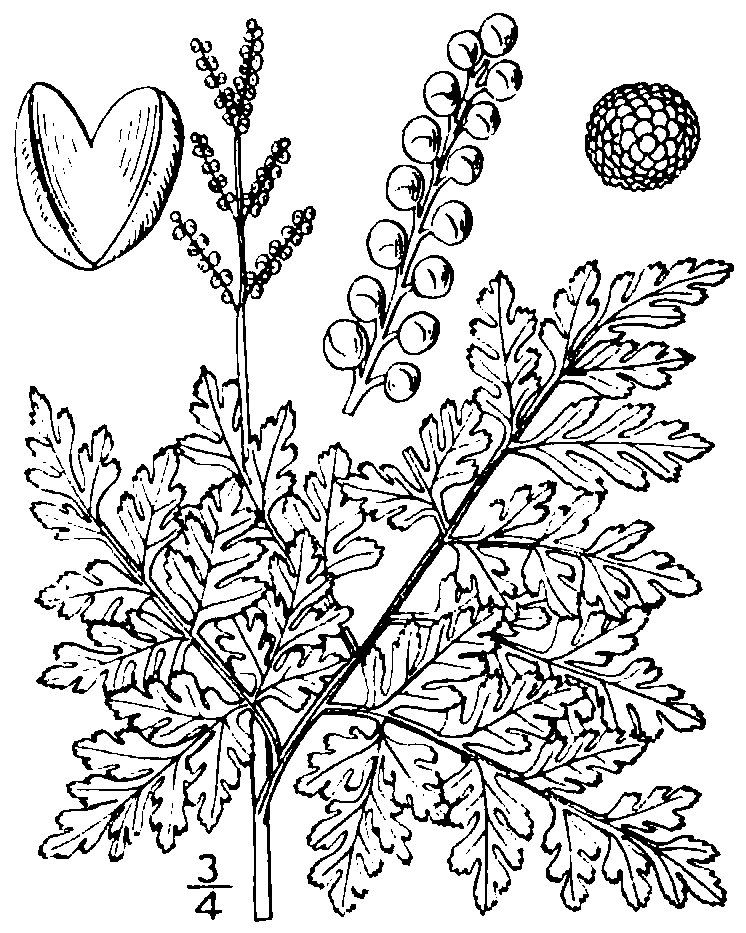
ナツノハナワラビのスケッチ。胞子には疣状の突起がある。

夏緑性の草本で、生育期は4–9月である。
根茎は短く直立し、肉質で円柱形をなす。そこから多肉質の根を多数、螺旋状に出す。
葉は年に1枚ずつ出る。葉はまず共通柄（担葉体）があり、その先端が分岐して栄養葉と胞子葉となっている。この全体の大きさは25–70 cm に達する。そのうち担葉体は長さ15–35 cm、葉全体の長さのほぼ半分に達し、ほとんど無毛で基部に開口部がある。担葉体は淡紅色である。
栄養葉（担栄養体）は無柄で担葉体との間に直接付く。3–4回羽状に深裂する。最下羽片がよく発達するため3出複葉状で、全体としては広五角形状をなす。葉先は鈍頭から鋭頭で、葉脚は截形かやや心形。羽片は広卵形で、基部の小羽片は小さい。両側の最下羽片は広卵形で大きく、中央の羽片に匹敵する。大きい小羽片は長楕円形から卵状披針形。下方の小羽片は有柄である。裂片は楕円形から長楕円形で先端は鋭尖頭で、辺縁は深裂または明瞭な鋸歯がある。担栄養体の長さは5–28 cm、幅7–30 cm。葉質は薄くて柔らかい草質で淡い浅緑色。裏面の中肋にはその上に白い毛がある。葉脈は遊離し、二又分岐する。脈端は辺縁に達する。
胞子葉（担胞子体）は上向きに直立し、10–30 cm の柄の上について3-4回羽状に分枝し、全体としては卵状三角形を呈す。担胞子体の羽片には柄があり、長さ10–20 cm の円錐花序状（複穂状）の胞子嚢穂をなす。
胞子は6月に成熟する。胞子の表面には大きな疣状の突起がみられる。
染色体基本数は x = 92。4倍体で、有性生殖を行う。

## 分布と生育環境

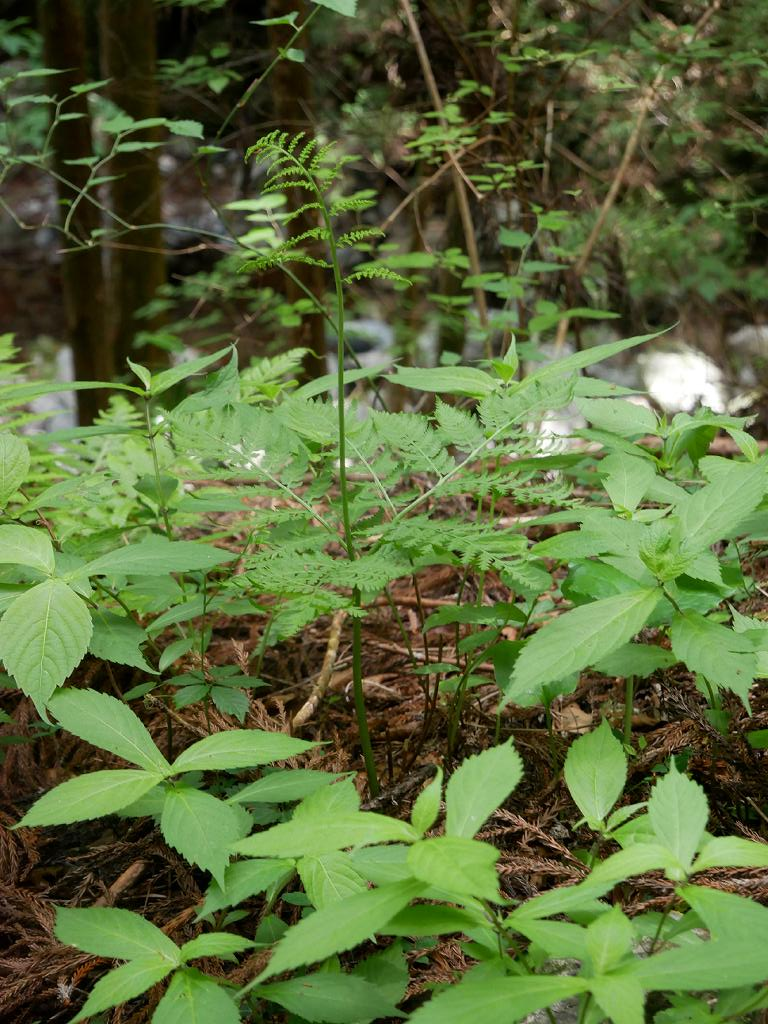
林床に生育するナツノハナワラビ

北半球の温帯から暖帯にかけて（ロシア、朝鮮、中国、南アジア、ヨーロッパ、北アメリカ）に加え、中南米までに広く分布する。日本では北海道、本州、四国、九州中部までに分布する。タイプ産地は北米である。
山地の疎林の林床に生える。

## 分類
本種はハナワラビ類の特徴を持つが、日本の他の種と較べると担葉体が長くて栄養葉を地表から離れた場所に出し、夏緑性であることなどで独特である。
このような性質はナガホナツノハナワラビと共通しており、ともにハナワラビ属 Botrychium のナツノハナワラビ亜属 subg. Osmundopteris とされていた。別属に分けて扱われることもあり、例えばアリサンハナワラビ Japanobotrychium arisanense Masam. （＝Japanobotrychium lanuginosum (Wall. ex Hook. & Grev.) M.Nishida ex Tagawa (1958)）をタイプに設立された属 Japanobotrychium  に含められ、これが「ナツノハナワラビ属」として扱われたこともあった。PPG I (2016) ではこの2種がナツノハナワラビ属 Botrypus として扱われたが、分子系統解析から既に側系統であることが指摘されており、分類の整理が求められていた。そこで、Zhang et al. (2020) によりナガホナツノハナワラビが佐橋紀男に献名された新属 Sahashia Li Bing Zhang & Liang Zhang (2020) に移されて Sahashia stricta (Underw.) Li Bing Zhang & Liang Zhang (2020) となり、ナガホナツノハナワラビとナツノハナワラビはそれぞれ1種で1属を構成する分類群となった。
ハナワラビ類の系統関係は以下の通りである。

|  | アリサンハナワラビ属 Japanobotrychium |
|  |                                       |
|  | オオハナワラビ属 Sceptridium          |
|  |                                       |

|  | ヒメハナワラビ属 Botrychium   |
|  |                               |
|  | ケイログロッサ属 Cheiroglossa |
|  |                               |

|  | アリサンハナワラビ属 Japanobotrychium |
|  |                                       |
|  | オオハナワラビ属 Sceptridium          |
|  |                                       |

|  | ヒメハナワラビ属 Botrychium   |
|  |                               |
|  | ケイログロッサ属 Cheiroglossa |
|  |                               |

|  | アリサンハナワラビ属 Japanobotrychium |
|  |                                       |
|  | オオハナワラビ属 Sceptridium          |
|  |                                       |

|  | ヒメハナワラビ属 Botrychium   |
|  |                               |
|  | ケイログロッサ属 Cheiroglossa |
|  |                               |

|  | アリサンハナワラビ属 Japanobotrychium |
|  |                                       |
|  | オオハナワラビ属 Sceptridium          |
|  |                                       |

|  | ヒメハナワラビ属 Botrychium   |
|  |                               |
|  | ケイログロッサ属 Cheiroglossa |
|  |                               |

|  | アリサンハナワラビ属 Japanobotrychium |
|  |                                       |
|  | オオハナワラビ属 Sceptridium          |
|  |                                       |

|  | ヒメハナワラビ属 Botrychium   |
|  |                               |
|  | ケイログロッサ属 Cheiroglossa |
|  |                               |

|  | アリサンハナワラビ属 Japanobotrychium |
|  |                                       |
|  | オオハナワラビ属 Sceptridium          |
|  |                                       |

|  | ヒメハナワラビ属 Botrychium   |
|  |                               |
|  | ケイログロッサ属 Cheiroglossa |
|  |                               |

|  | アリサンハナワラビ属 Japanobotrychium |
|  |                                       |
|  | オオハナワラビ属 Sceptridium          |
|  |                                       |

|  | ヒメハナワラビ属 Botrychium   |
|  |                               |
|  | ケイログロッサ属 Cheiroglossa |
|  |                               |

|  | アリサンハナワラビ属 Japanobotrychium |
|  |                                       |
|  | オオハナワラビ属 Sceptridium          |
|  |                                       |

|  | ヒメハナワラビ属 Botrychium   |
|  |                               |
|  | ケイログロッサ属 Cheiroglossa |
|  |                               |

ナガホナツノハナワラビは本種とよく似ているが胞子葉が2回羽状までしか分裂せず、また羽片の長さも短いために全体に細長い形を取る。胞子葉の小羽軸が非常に短いため、単羽状の長い穂状に見える。栄養葉にも若干の違いがあり、切れ込みが浅く3回羽状深裂までであることや、小羽片がほぼ無柄といった違いもある。また、担葉体は白緑色である。

## 人間との関係
岩槻 (1992) では冒頭にて「美麗な草本」と形容されるように美しく。そのためにアメリカなどでは栽培されていると言い、特に芽立ちの良さが愛でられているという。ただし日本ではそのような利用は稀で、むしろフユノハナワラビの方がより頻繁に山野草として栽培される。
また中国では解毒などの薬用に用いられ、湖北省ではそのために栽培もされる。